# Vicente I Gonzaga
Vicente I Gonzaga (em italiano: Vincenzo I Gonzaga, Mântua, 21 de setembro de 1562 — Mântua, 9 de fevereiro de 1612) foi duque Mântua e de Monferrato.
Era filho de Guilherme Gonzaga, Duque de Mântua, e da arquiduquesa Leonor da Áustria. Seus avós maternos eram imperador Fernando I, e Ana da Boêmia e Hungria.
Vicente foi um grande mecenas das artes e das ciências, e transformou Mântua em um vibrante centro cultural, tendo sido patrono do compositor Claudio Monteverdi e do pintor Peter Paul Rubens. Vicente também foi amigo do poeta Torquato Tasso e o astrônomo Giovanni Antonio Magini serviu como tutor para os seus filhos, Francesco e Ferdinando. Durante o inverno de 1603-1604 Galileu Galilei visitou a corte de Mântua em um esforço para obter uma posição lá. Recebeu uma oferta mas não pôde concordar com os termos de Vicente, porém o duque presenteou-o com uma corrente de ouro e dois pratos de prata.
Vicente criou a Ordem do Redentor (ou do Preciosíssimo Sangue), aprovada pelo Papa Paulo V em 25 de maio de 1608. 

## Casamento e descendência

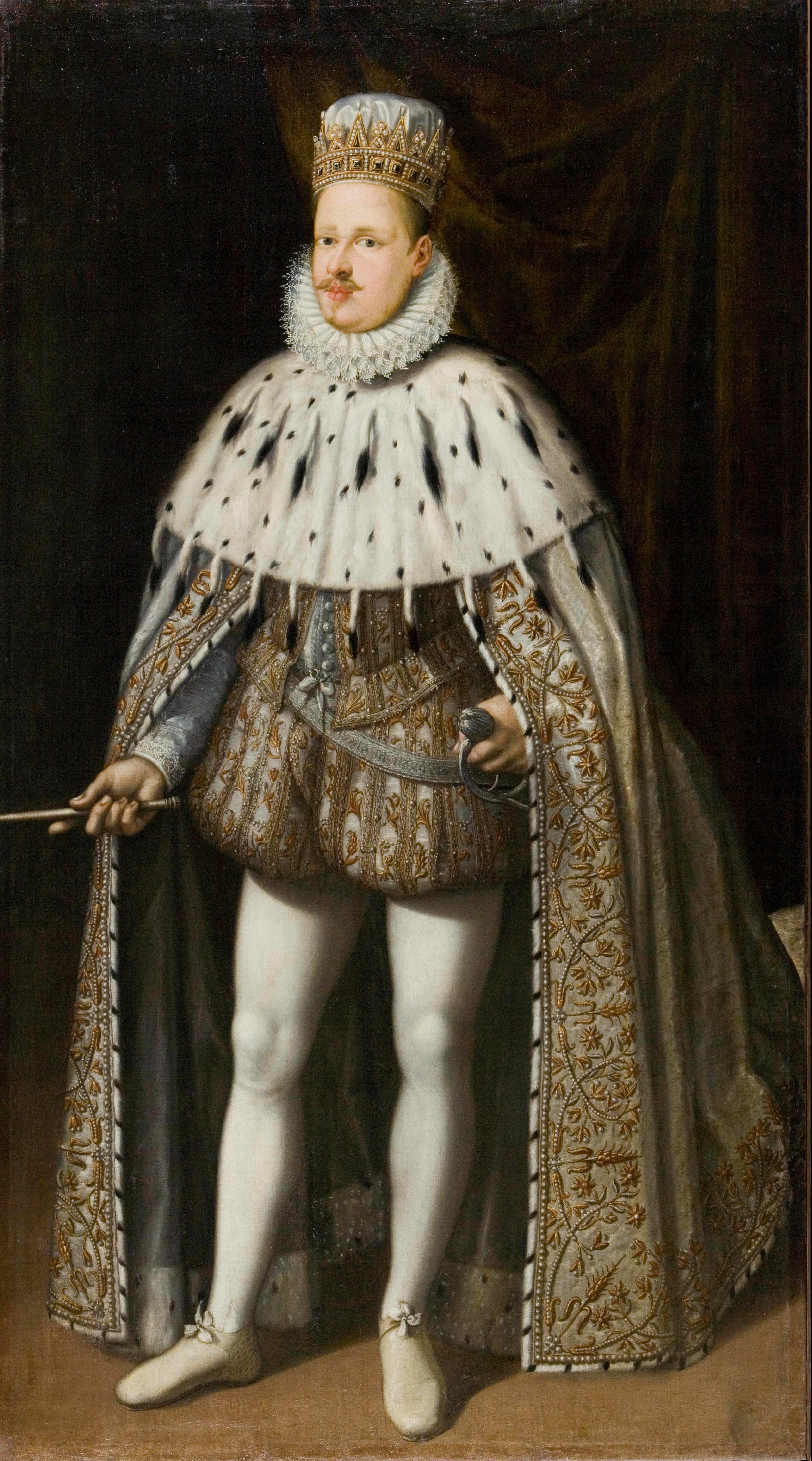
Vicente I Gonzaga, Duque de Mântua, por Jean Bahuet

Vicente casou-se primeiro com Margarida Farnésio, filha de Alexandre Farnésio e da infanta Maria de Portugal, Duquesa de Parma e Placência, em 1581, mas o seu casamento não produziu prole, e acabou sendo anulado. 
Em 29 de abril de 1584 ele se casou com Leonor de Médici, filha de Francisco I de Médici e Joana de Áustria. Deste casamento nasceram cinco filhos: 
- Francisco (Francesco) (7 de maio de 1586 - 22 dezembro 1612), que governou como Francisco IV Gonzaga, Duque de Mântua e Monferrato de 9 de fevereiro a 22 de dezembro de 1612.
- Fernando (Ferdinando) (26 de abril de 1587 - 29 de outubro 1626), que governou como Fernando I Gonzaga, Duque de Mântua e Monferrato de 1612 até sua morte.
- Guilherme Domingo (Guglielmo Domênico) (1589 - 1591) - morreu jovem.
- Margarida (Margherita) (2 de outubro de 1591 - 7 de fevereiro 1632), esposa de Henrique II da Lorena;
- Vicente (Vincenzo) (7 de janeiro de 1594 - 25 de dezembro 1627), governou como Vicente II Gonzaga, Duque de Mântua e Marquês de Monferrato de 1626 até sua morte.
- Leonor (Eleonora) (23 de setembro de 1598 - 27 junho 1655), segunda esposa do imperador Fernando II.

## Brasão de armas
Em 20 de julho de 1588, o imperador Rodolfo II concedeu a Vicente o direito de usar o brasão familiar dos Gonzaga encimado pelo escudo dos Habsburgo com a coroa arquiducal da Áustria.
| Brasão | Descrição |
| ------ | --- |
|        | Vicente I Gonzaga, Duque de Mântua e de Monferrato De prata, com uma cruz patente de gules acantonada da quatro águias espigadas de negro. Sobre o todo, partido de dois e cortado de dois, o que dá nove quarteis: no 1.º de gules com uma águia bicéfala espigada de ouro, bi-coroada do mesmo (que é do Império Romano do Oriente); no 2.º de gules com um leão de cauda dupla de prata, armado e lampassado de ouro, coroado do mesmo (Boêmia); no 3.º fasciato de ouro e de negro (Gonzaga antigo); no 4.º de prata com uma cruz potenciada de ouro acantonada da quatro cruzetas do mesmo (Reino de Jerusálem); no 5.º de ouro com quatro palas de gules (Aragão); no 6.º de prata com o chefe em gules (Monferrato); no 7.º fasciato de ouro e de negro de dez peças com crancelino de verde atraversado (Saxónia); no 8.º de Azure desseminado de cruzetas de ouro com dois barbos do mesmo (Ducado de Bar); no 9.º de gules com uma cruz de ouro acantonada de quatro B gregos do mesmo, agrupados dois a dois (Costantinopola). No ponto de honra, de gules com uma faixa de prata (Áustria) encimado com a coroa arquiducal. |